# 凤凰山街道 (成都市)
凤凰山街道，是中华人民共和国四川省成都市金牛区下辖的一个乡镇级行政单位。

## 行政区划
凤凰山街道下辖以下地区：
金韦社区筹委社区。